# Zethenia contiguaria
Zethenia contiguaria är en fjärilsart som beskrevs av John Henry Leech 1897. Zethenia contiguaria ingår i släktet Zethenia och familjen mätare. Inga underarter finns listade i Catalogue of Life.